# Viši raci
Viši rakovi (viši raci; lat. Malacostraca), najveći od šest razreda rakova (Crustacea) iz koljena člankonožaca (Arthropoda). Sastoji se od petnaestak redova, preko 27,000 vrsta. Untar ovog razreda postoje tri podrazreda: Eumalacostraca Grobben, 1892,  Phyllocarida Packard, 1879 i Hoplocarida Calman, 1904
Viši rakovi žive u morima i slatkim vodama, imaju člankovito tijelo i dišu škrgama, ali postoje i neke terestrijalne vrste, kao pripadnici porodice Talitridae iz reda Amphipoda.
Niži rakovi nazivaju se Entomostraca, ali ovaj takson nije dugo u upotrebi.

## Podrazredi
1. Subclassis Eumalacostraca Grobben, 1892
2. Subclassis Hoplocarida Calman, 1904
3. Subclassis Phyllocarida Packard, 1879